# 假丝叶紫堇
假丝叶紫堇（学名：Corydalis pseudofilisecta）为罂粟科紫堇属下的一个种。

## 扩展阅读
維基物種上的相關：假丝叶紫堇